# La Lanterne magique (brochure)
Pour l’article homonyme, voir La Lanterne magique.
La Lanterne magique ou fléaux des aristocrates est le premier ouvrage imprimé de Jacques René Hébert, publié sans nom d'auteur au début de 1790. Son titre complet en désigne le projet : Étrennes d'un patriote, dédiées aux Français libres. Ouvrage dans lequel on verra tout ce qui s'est passé de plus remarquable, depuis l'Assemblée des Notables jusques à présent ; orné d'estampes et de couplets analogues. 
La publication avait été commandée par l'imprimerie de la veuve Dubois, galerie du Palais-Royal, au docteur Boisset, déjà auteur d'une Vie de Marie-Antoinette, qui, pour rendre service à Hébert, alors dans la misère, lui offrit de le rédiger à sa place. Il s'agissait d'imiter dans sa présentation la Lanterne magique, suivie du petit chansonnier français, parue en 1787.
L'ouvrage comprend douze gravures sous la forme d'almanach, commentées par Hébert, composant une sorte de panorama historique des évènements "les plus remarquables depuis l'assemblée des Notables jusqu'à présent", c'est-à-dire jusqu'à la fin de l'année 1789.  Seul pamphlet illustré par des images projetées, La Lanterne magique développe une mise en scène complexe. Il s'inscrit dans une tradition pamphlétaire et satirique largement exploitée durant la Révolution française. Le titre fait écho à un double symbolisme : d'une part, la lanterne révolutionnaire sous laquelle les aristocrates étaient pendus, et d'autre part, la lanterne magique, utilisé pour animer des allégories et caricaturer les ennemis du peuple. Dès le début du XVIII siècle, des comédies comme La Lanterne magique ou le Mississipi du diable (1723) de Carolet dénonçaient les illusions du système de Law. La référence à ce dispositif optique est récurrente dans les publications de l'époque, comme en témoignent des titres contemporains tels que La Nouvelle Lanterne magique, la La lanterne magique de la France. Nouveau spectacle de la Foire Saint-Germain ou encore La Lanterne magique nationale du vicomte de Mirabeau. Ces ouvrages, souvent publiés sous forme de brochures ou d'étrennes patriotiques, visaient à instruire et à mobiliser les citoyens. Dans un contexte où les spectacles de foire et de boulevard connaissent un essor, l'imaginaire de la lanterne magique s'enrichit d'une dimension politique illuminant le peuple et le révélant à lui-même. 